# Вільгельм Вестерхайде
Вільгельм Вестерхайде (17 березня 1908, Білефельд, земля Нордрайн-Вестфален, Німеччина — ?) — володимир-волинський гебітскомісар (1941—1943), підозрювався в організації вбивства понад 9 тисяч євреїв.

## Життєпис
Жив з батьком у Північній Африці. Коли його батько помер, то повернувся до Німеччини. Там працював на текстильній фабриці. Вже у 1927 році він познайомився з представниками осередку нацистської організації «Сталевий шолом». Далі, у 1937 році вступив до армії, був унтерофіцером. Але на той час він був вже особисто знайомий із Розенбергом, міністром ідеології Німеччини, який у перший же тиждень війни запропонував йому посаду гебітскомісара у Володимирі-Волинському. І хоч Вестерхайде відмовлявся, той наполягав, мовляв, це наказ партії. Таким чином Вестерхайде опинився на Волині.
З вересня 1941 року по березень 1943 року — Володимир-Волинський гебітскомісар.
У 1973 судова влада Північної Вестфалії (Німеччина) завела на Вестерхайде справу. Радянська сторона надіслала документи, фото та свідчення проти нього. Справу проти Вестерхайде зупинили у 1982 році через те, що покази свідків суперечили один одному.